# Ешпетада
Ешпетада (порт. espetada), також espetinho, особливо в Бразилії) — португальський термін, використовуваний для позначення техніки приготування страв на рожні та для страв, приготованих таким чином. Ешпетада — традиційна страва португальської кухні, аналог шашлику.
У Португалії ешпетаду готують з різних видів м'яса, а також з кальмарів або риби, причому зазвичай використовують морського чорта. Найпоширеніші яловичина або свинина, або їх суміш. Віднедавна використовують індичку або курку. Часто між шматками м'яса кладуть шматочки болгарського перцю, цибулі та ковбасу чорізо. Ешпетада зазвичай подається з білим рисом або картоплею та салатом.
На Мадейрі яловичина на шампурах з гілочок лаврового дерева — типова страва, яке бере свій початок в районі Ештрейту-де-Камара-де-Лобуш. М'ясо після нарізування шматочками і перед приготуванням на грилі приправляють сіллю, перцем, часником та лавровим листом. Потім його готують на розжареному вугіллі. З ним зазвичай їдять круглі коржі боло до како або гарнір з кукурудзи мілхо фрито, підсмажені шматочки поленти з м'ясною підливою.
В кафе та ресторанах страву подають на шампурі, який висить на спеціальній підставці.

Ешпетада перед приготуваннямЕшпетада перед приготуванням
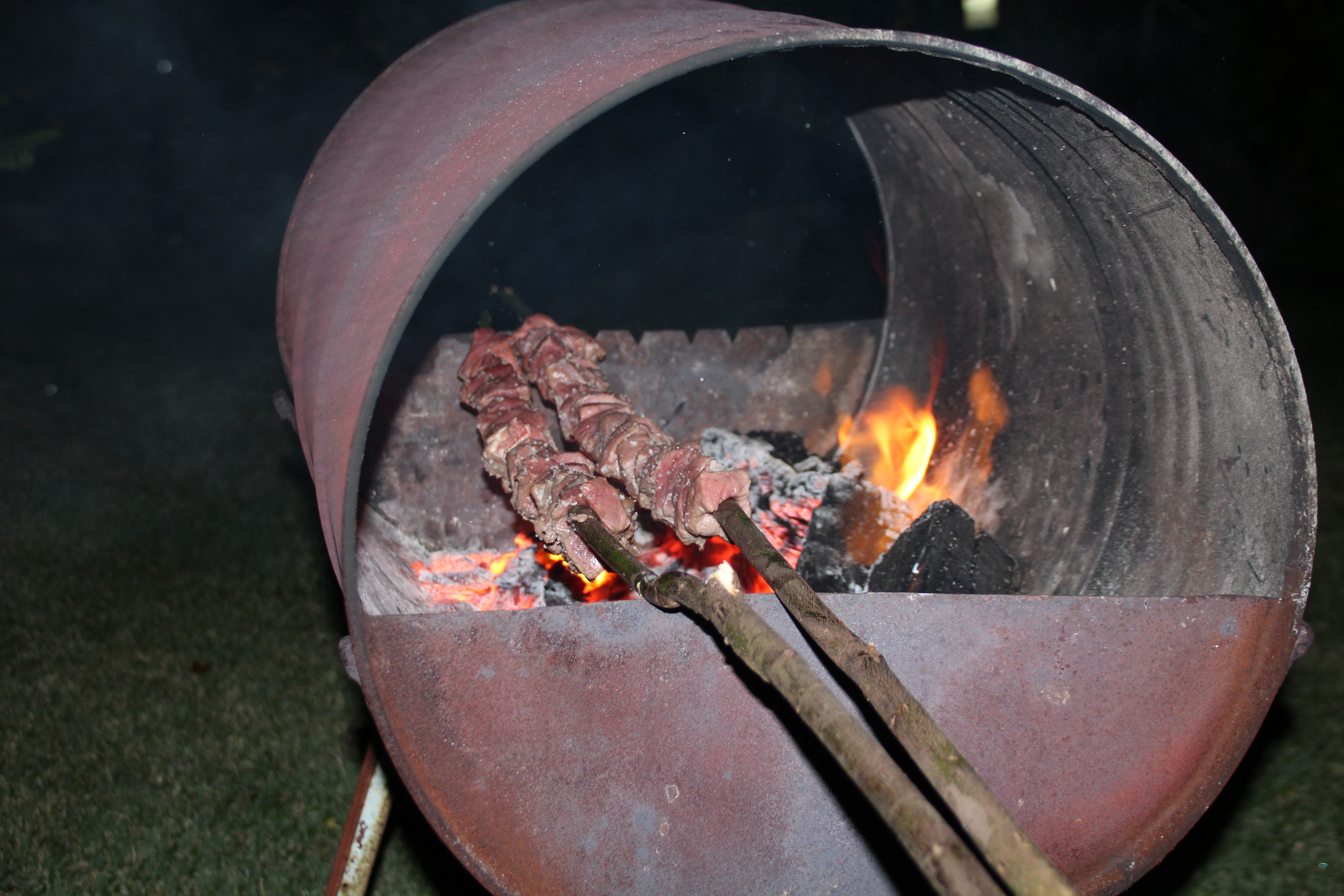
Приготування на вугіллі
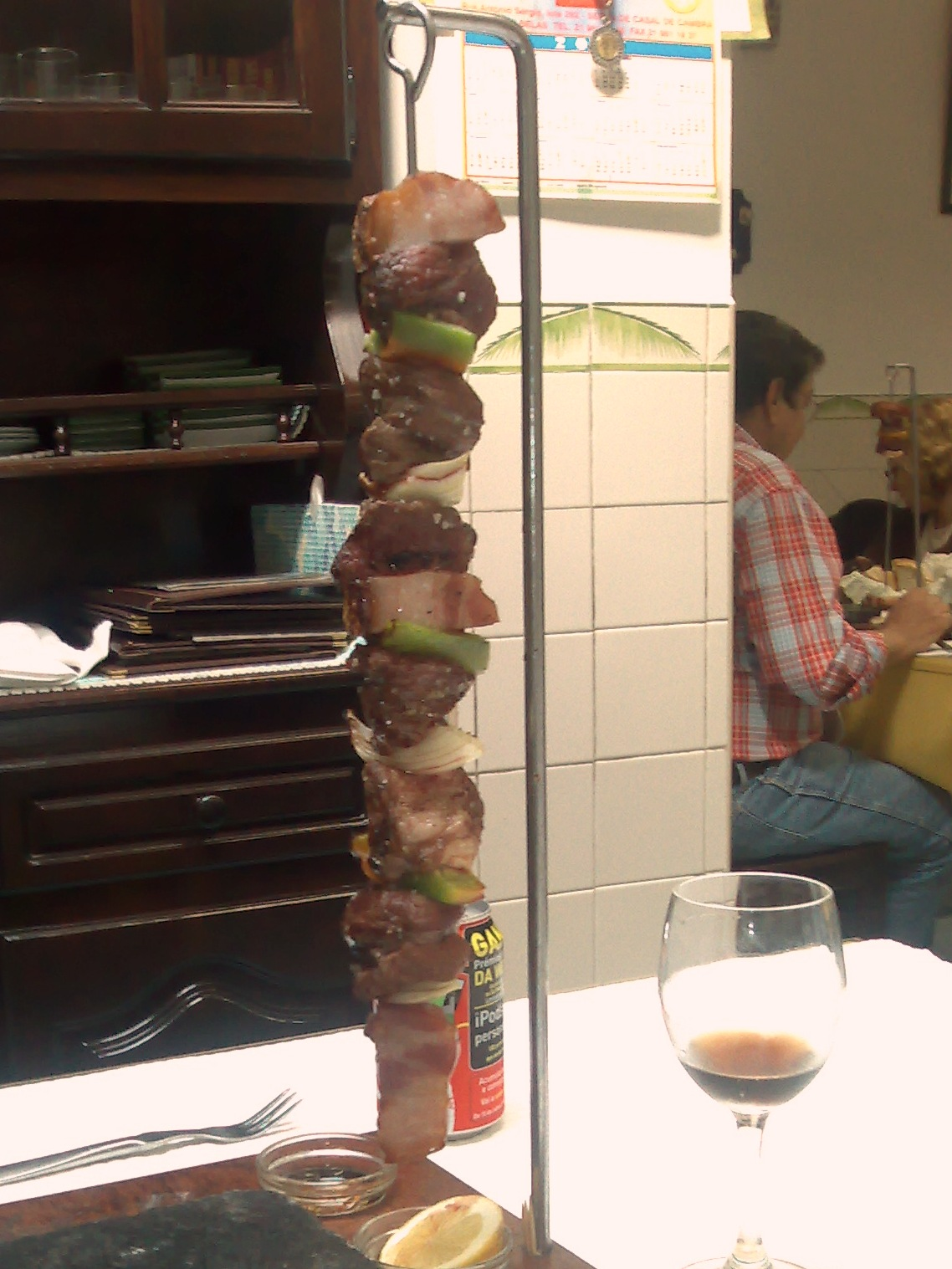
Ешпетада після приготування